# Брежены
Брежены (рум. Brejeni, Брежень) — село в Сынжерейском районе Молдавии. Наряду с селом Чучуены входит в состав коммуны Чучуены.

## История
Село было основано в 1856 году.

## География
Село расположено на высоте 99 метров над уровнем моря.

## Население
По данным переписи населения 2004 года, в селе Брежень проживает 227 человек (117 мужчин, 110 женщин).
Этнический состав села:
| Национальность | Число жителей | Процентный состав |
| -------------- | ------------- | ----------------- |
| украинцы       | 143           | 63.0              |
| молдаване      | 83            | 36.56             |
| русские        | 1             | 0.44              |
| Всего          | 227           | 100%              |

## Достопримечательности
На территории населённого пункта располагается православный храм Рождества пресвятой Богородицы. Ведётся экспорт фруктов. Строится клуб.